# 신리쓰촌
신리쓰촌(新立村)은 에히메현 우마군에 설치된 촌이다. 